# Вазописец Евфилета

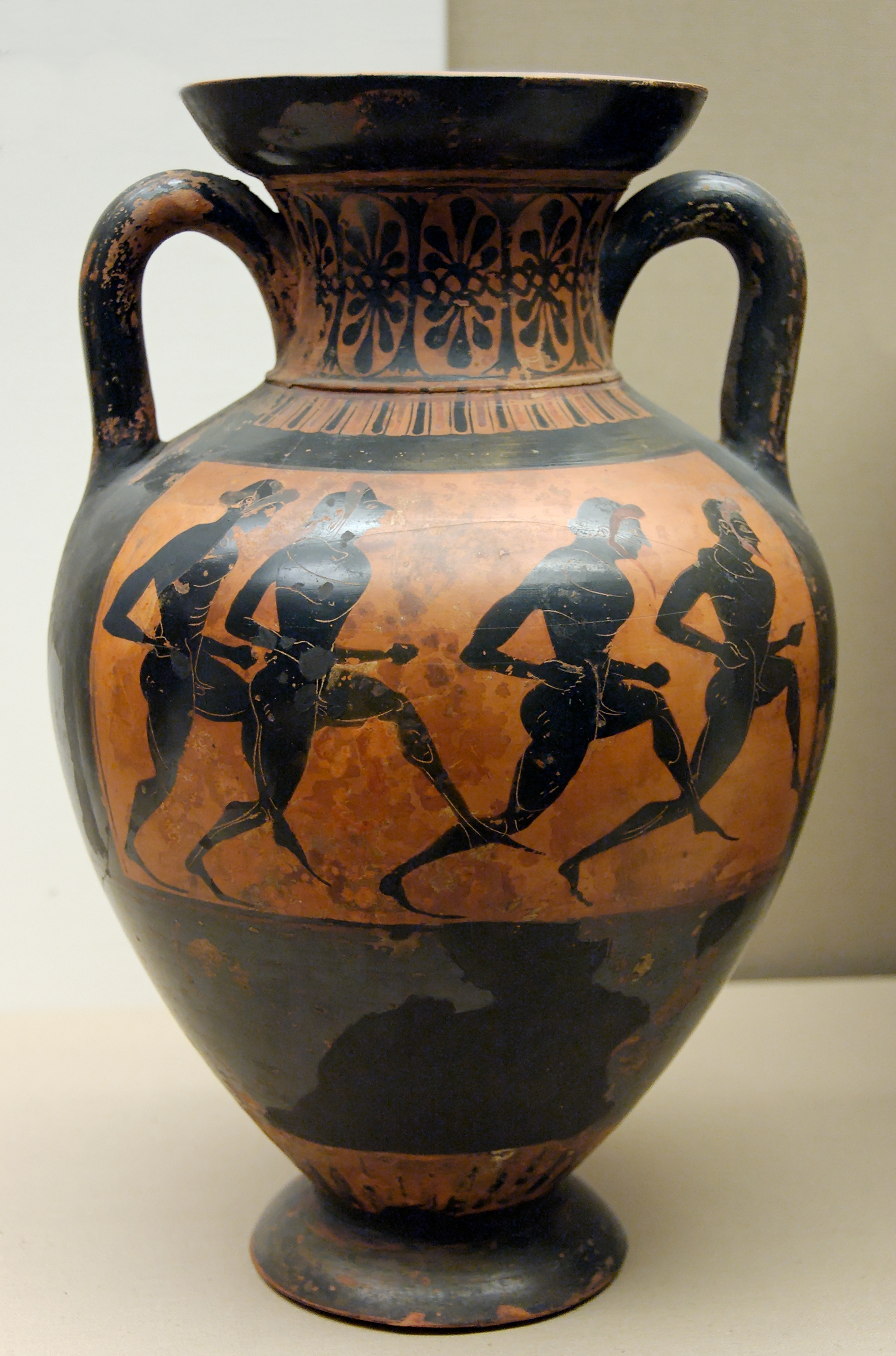
Панафинейская амфора. Приписывается вазописцу Евфилета. Между 530 и 520 гг. до н. э.

Вазописец Евфилета — вазописец из Аттики, художник, работавший в чернофигурном стиле, расписывавший вазы во второй половине VI в. до н. э.

## Имя
Вазописец Евфилета был назван так из-за именной вазы, находящейся на данный момент в Британском музее, на которой изображена Афина, держащая щит. На щите же вписаны слова: «EUPHILETOS KALOS», что означает «Евфилет прекрасен».

## Творчество

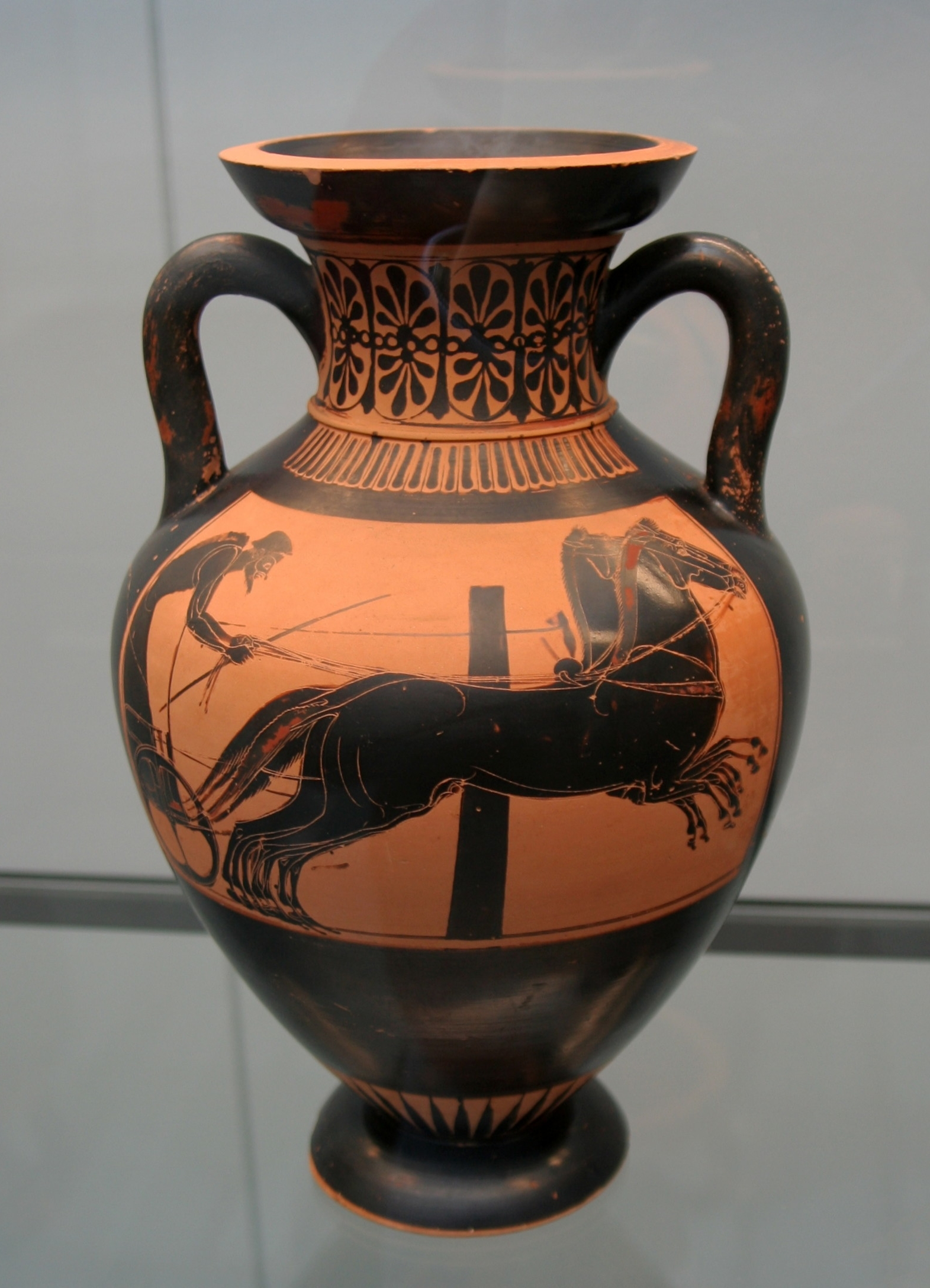
Гонки колесниц. Псевдо-панафинейская амфора. Вазописец Евфилета. Ок. 500 г. до н. э.

Его работы мастерски выполнены, лучшими же и наиболее известными считаются его знаменитые Панафинейские амфоры. В них видно хронологическое развитие, сформировавшееся под влиянием краснофигурного стиля, который начал становиться популярным при жизни художника. Если в ранних работах вазописца Евфилета присутствуют атлеты, изображенные в нереалистичных позах, то качество его произведений значительно улучшилось в связи с увеличением контроля над внутренними деталями. Улучшения особенно видны в изображениях человека и в прорисовках щитов. Другие его работы, помимо амфор, оказываются не такими качественными; на этих работах часто встречается популярный сюжет — гонки на колесницах. Большинство из его ваз, не относящихся к призовым амфорам, датируются 520 г. до н. э., однако некоторые части ваз могли быть созданы позже (или раньше) на 20 лет. Он работал совместно с гончаром Памфайем.